# Danehill (häst)
Danehill, född 26 mars 1986, död 13 maj 2003, var ett amerikanskfött engelskt fullblod, mest känd för att ha varit den mest framgångsrika avelshingsten genom tiderna med 349 stakesvinnare och 83 grupp 1-vinnare. Han var ledande avelshingst i Australien nio gånger, i Storbritannien och Irland tre gånger och i Frankrike två gånger.

## Bakgrund
Danehill var en brun hingst efter Danzig och under Razyana (efter His Majesty). Han föddes upp av Khalid Abdullah på Juddmonte Farms i USA 1986. Han tränades under sin tävlingskarriär av Jeremy Tree.

## Karriär
Danehill tävlade endast under 1989. Under tävlingskarriären sprang han in totalt in 177 465 pund på 9 starter, varav 4 segrar, 1 andraplats och 2 tredjeplatser. Han tog karriärens största segrar i Cork and Orrery Stakes (1989). Haydock Sprint Cup (1989). Bland andra större meriter räknas tredjeplatsen i 2000 Guineas (1989).
Efter tävlingskarriären såldes han till ett partnerskap av Arrowfield Stud i Scone, New South Wales i Australien, och Irlands Coolmore Stud. Han kom han till Australien 1990 som shuttlehingst. I slutet av stuterisäsongen återvände han till Coolmore Stud på Irland. Han blev omedelbart en mycket framgångsrik avelshingst i Australien, där han var ledande avelshingst vid många tillfällen. Danehill återvände till Australien tio gånger till och tillbringade även en säsong på stuteri i Japan under 1996.
Danehill avled den 13 maj 2003, efter en olycka i sin hage vid Coolmore Stud.